# 鬼塚村
鬼塚村（おにづかむら）は、佐賀県東松浦郡に属していた村。
鬼塚駅、山本駅の周辺の地域であった。

## 歴史
- 1889年4月1日 - 町村制施行により東松浦郡養母田村、畑島村、千々賀村、山田村、石志村、橋本村、和多田村、山本村が合併し、鬼塚村が誕生。
- 1954年11月1日 - 唐津市に編入され消滅。